# دونالد بيثيون
دونالد بيثيون هو محامي وقاضي كندي، ولد في 11 يوليو 1802، وتوفي في 19 يونيو 1869.